# Suburbano (banda)
Suburbano es un grupo español de folk rock creado en 1979 en la barriada madrileña de Vallecas.
Fue popular durante esa década por componer canciones como La Puerta de Alcalá o Arde París y bandas sonoras como Maki Navaja o París Tombuctú, entre otras. Acompañó en grabaciones y conciertos a artistas destacados de la época como Luis Pastor, Luis Eduardo Aute, Vainica Doble, Pablo Guerrero o Joaquín Sabina.
El grupo está liderado por los compositores Bernardo Fuster y Luis Mendo, quienes además se ocupan de voces y guitarras. Fuster grabó en su exilio en Alemania los álbumes Manifiesto (1975) y Volver no es volver atrás (1976); más recientemente, publicó los libros Piratería libertaria en el Caribe (2010) y El contador de abejas muertas (2014). Mendo se inició en el mundo del espectáculo como miembro de Tábano, participando en el montaje Castañuela 70 y su posterior gira europea por círculos de emigrantes y exiliados.

## Bandas sonoras

### Largometrajes
- Sus años dorados, de Emilio Martínez Lázaro (1981)
- Caso cerrado, de Juan Caño (1985)
- La vida alegre, de Fernando Colomo (1987)
- 27 horas, de Montxo Armendáriz (1988)
- Luna de lobos, de Julio Sánchez Valdés (1988)
- Las cartas de Alou, de Montxo Armendáriz (1990)
- La viuda negra, de Chus Gutiérrez (1991)
- Chicas de hoy en día, de Fernando Colomo (1991)
- La fuente de la edad, de Julio Sánchez Valdés (1991)
- Pabellón descubrimientos, de Montxo Armendáriz (1992)
- Makinavaja, el último choriso, de Carlos Suárez (1992)
- Semos peligrosos (uséase Makinavaja 2), de Carlos Suárez (1993)
- Los amigos del muerto, de Icíar Bollaín (1993)
- Todos a la cárcel, de Luis García Berlanga (1993)
- Mar de luna, de Manolo Matji (1994)
- Entre rojas, de Azucena Rodríguez (1995)
- Puede ser divertido, de Azucena Rodríguez (1995)
- La ley de la frontera, de Adolfo Aristarain (1996)
- El tiempo de la felicidad, de Manolo Iborra (1997)
- Lluvia en los zapatos, de María Ripoll (1998)
- París-Tombuctú, de Luis García Berlanga (1999)
- Pata negra, de Luis Oliveros (2000)
- Clara y Elena, de Manolo Iborra (2002)
- El otro lado de la cama, de Emilio Martínez Lázaro (2002)
- Atlas de geografía humana, de Azucena Rodríguez (2007)
- La chispa y la pradera, de José Catalán Deus (2013)
- The left lovers, de Manolo Iborra (2014)
- The night watchman, de Miguel Ángel Jiménez (2015)

### Series de televisión
- La mujer de tu vida, de Fernando Trueba (1988)
- La mujer perdida, de Ricardo Franco (1989)
- Delirios de amor, de Imanol Arias (1990)
- La mujer duende, de Jaime Chavarri (1990)
- Colegio mayor (1993)
- El peor programa, de David Trueba (1994)
- Makinavaja, de José Luis Cuerda (1995 y 1996)
- Pepa y Pepe, de Manolo Iborra (1996)
- Blasco Ibáñez, de Luis García Berlanga (1997)
- Ni contigo ni sin ti (1998)
- Ellas son así, de Chus Gutiérrez (1999)
- Vértigo, de Nacho de la Calle (1999)
- Robles investigador (1999)
- Ana y los 7, de Jaime Botella (2002)
- El pasado es mañana (2005)

### Cortometrajes
- Anatomía patológica, de Asumpta García (2003)
- Cocktail, de Lucina Gil (2003)
- Qué fue de Long John Silver, de Cristina Benguría (2005)
- Marea baja, de Cristina Benguría (2005)

## Discografía
- Suburbano (1979)
- Marismas (1980)
- Danza rota (1982)
- Calendario (1986)
- Fugitivos (1993)
- Ya no puedo parar (1994)
- Los delirios del pirata (2002)
- Cantan a Vainica Doble, con Sisa (2005)
- Piratería libertaria en el Caribe (2009)
- 33 (2014)

### Directo
- La puerta de Alcalá (1994)
- 20 años y un día (2000)

### Bandas sonoras
- De cine (1995)
- París-Tombuctú (1999)